# 6-aminohexanoato-oligómero endohidrolasa
La 6-aminohexanoato-oligómero endohidrolasa (EC 3.5.1.117) es una enzima que cataliza entre otras la siguiente reacción química
Por lo tanto, los sustratos de esta enzima son los oligómeros lineales o cíclicos de N-(6-aminohexanoil)-6-aminohexanoato con n>3 y H
2O; mientras que su producto  son oligómeros de 6-aminohexanoato de cadena más corta.
La 6-aminohexnoato oligómero hidrolasa es una enzima dimérica responsable por la degradación de oligómeros lineales o cíclicos de 6-aminohexnoato con n>3 por medio de una reacción de tipo endo, escindiendo un enlace en el interior de la molécula, causando la formación de oligómeros de 6-aminohexanoato de cadena más corta. Este mecanismo la diferencia de la 6-aminohexnoato oligómero exohidrolasa, la cual utiliza un mecanismo exo, removiendo unidades de monómeros a partir del extremo N-terminal del oligómero.
Los dos polipéptidos que forman este complejo enzimático se encuentran codificados por un único gene el nylC. Estos polipéptidos posiblemente se generan por una escisión específica de la apoproteína entre Asn-266 y Thr-267.

## Clasificación
Esta enzima pertenece a la familia de las hidrolasas, específicamente a aquellas hidrolasas que actúan sobre los enlaces carbono-nitrógeno diferentes a enlaces peptídicos; y más particularmente sobre las amidas lineales.

## Nomenclatura
El nombre sistemático para esta enzima es (6-aminohexanoil)-6-aminohexanoato amidohidrolasa. Otros nombres por los cuales se la conoce son 6-aminohexanoato oligómero hidrolasa.
6-aminohexanoate oligómero hidrolasa tipo endo. Nylon hydrolasa. Nylon-6 hidrolasa. Nylon-oligómero hidrolasa., NylC.

## Papel biológico
Esta enzima forma parte del arsenal metabólico que le permite a algunas bacterias tales como la Flavobacterium sp. KI72, utilizar los residuos industriales derivados de la síntesis de Nylon-6 como fuente de carbono y nitrógeno.
Esta enzima no es capaz de degradar la caprolactama, ni el dímero cíclico del 6-aminohexnoato, ni siquiera al dímero lineal, teniendo preferencia por las cadenas más largas de oligómeros lineales.